# Brachycephalus didactylus
Brachycephalus didactylus és una espècie de granota de la família Brachycephalidae que viu al Brasil.
És la granota més petita de l'hemisferi sud.